# Houillères de Saint-Hippolyte
Les houillères de Saint-Hippolyte sont des mines de charbon situées dans l'est de la France, en Alsace, sur les communes de Saint-Hippolyte et Rodern, dans le nord du département du Haut-Rhin. Elles exploitent une partie du bassin houiller de la vallée de Villé entre le XVIIIe siècle et le XIXe siècle. La compagnie exploitante fusionne avec celle de Rodern en 1775. La production reste faible et artisanale, elle n’excède pas 1 000 tonnes par an.

## Localisation

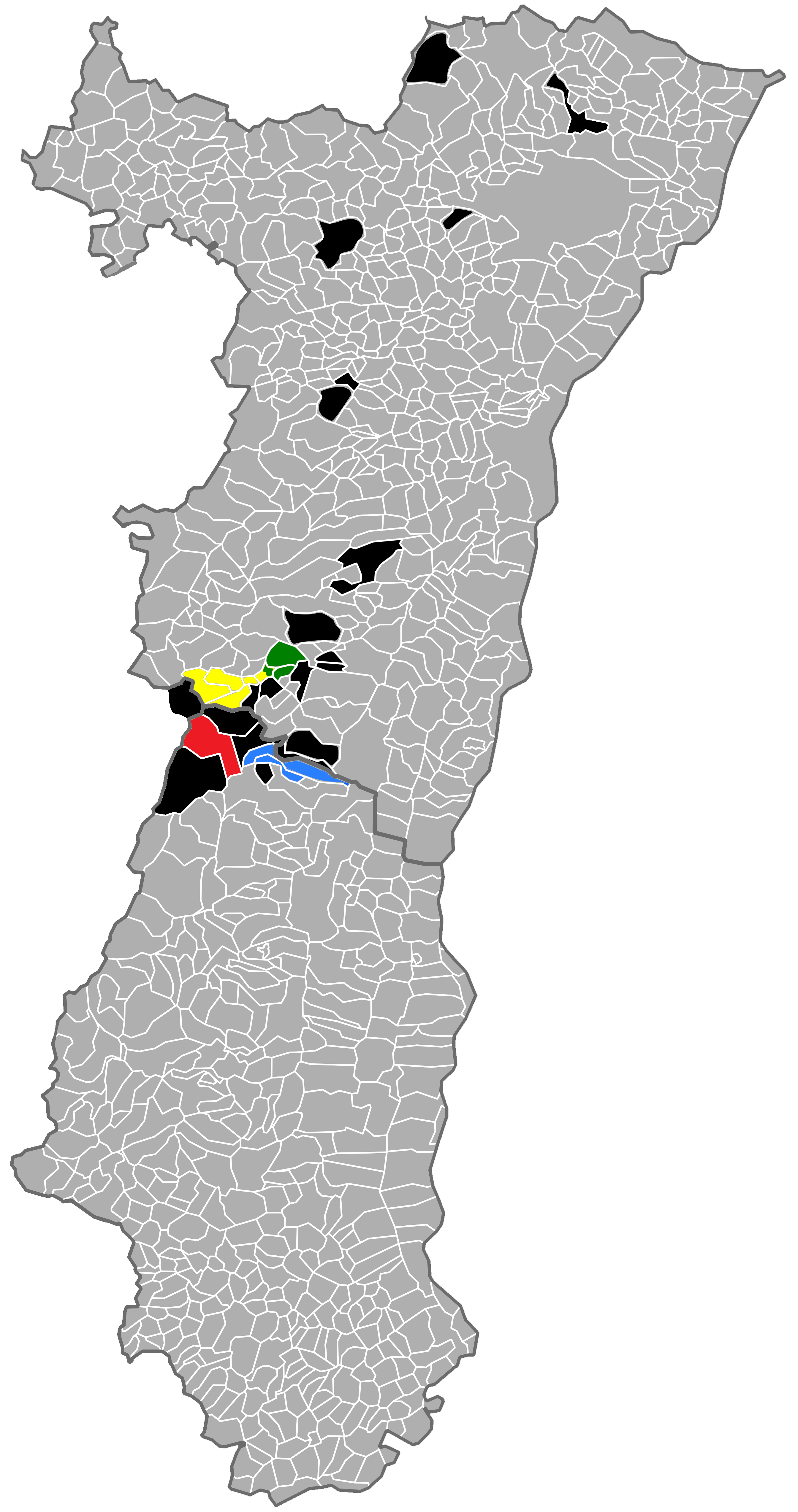
Les différentes concessions de la vallée de Villé.
Autres gisements
Sainte-Croix-aux-Mines
Lalaye
Erlenbach
Saint-Hyppolite

Les mines sont implantées vers le mont Kochersberg, sur le territoire de communes de Saint-Hippolyte et Rodern, dans la partie extrême-nord du département du Haut-Rhin, en Alsace dans l'est de la France.

## Géologie
Le gisement de houille fait partie du bassin houiller de la vallée de Villé qui forme une zone triangulaire de 7 km2 comprise entre les trois villages d'Andlau, Orschwiller et Lubine (Vosges, Lorraine).
Le terrain houiller est similaire à celui du bassin houiller stéphanien sous-vosgien, il est essentiellement composé de poudingue, de grès (plus ou moins bitumineux) et d'argiles schisteuses, il existe également des couches de calcaire et de dolomie, la houille y forme des couches de faible puissance. Le poudingue se trouve habituellement à la base du terrain houiller, il est composé de galets de schiste et de quartz laiteux accompagnés de gneiss et de granit. Le schiste houiller est formé par de l'argile schisteuse à laquelle se mélangent du quartz, du feldspath et du mica. Les couches exploitées ont une épaisseur variant de quelques centimètres à quelques dizaines de centimètres, elles sont fortement faillées et pliées. Leur texture est parfois terreuse.

## Histoire

### Contexte
Au XVIIIe siècle, la recherche de la houille se fait un peu partout en Alsace. Sous Louis XV, le bois prend de la valeur et devient pratiquement inabordable pour de nombreux Français. C’est pourquoi des recherches sont réalisées et des galeries creusées dans l’espoir de trouver de la houille[réf. nécessaire].
Au début du XIXe siècle, le département français du Haut-Rhin qui est très industrialisé (coton, sidérurgie et construction mécanique), souffre d'une difficulté d’approvisionnement énergétique en raison du coût du bois et du charbon de Ronchamp.

### Débuts

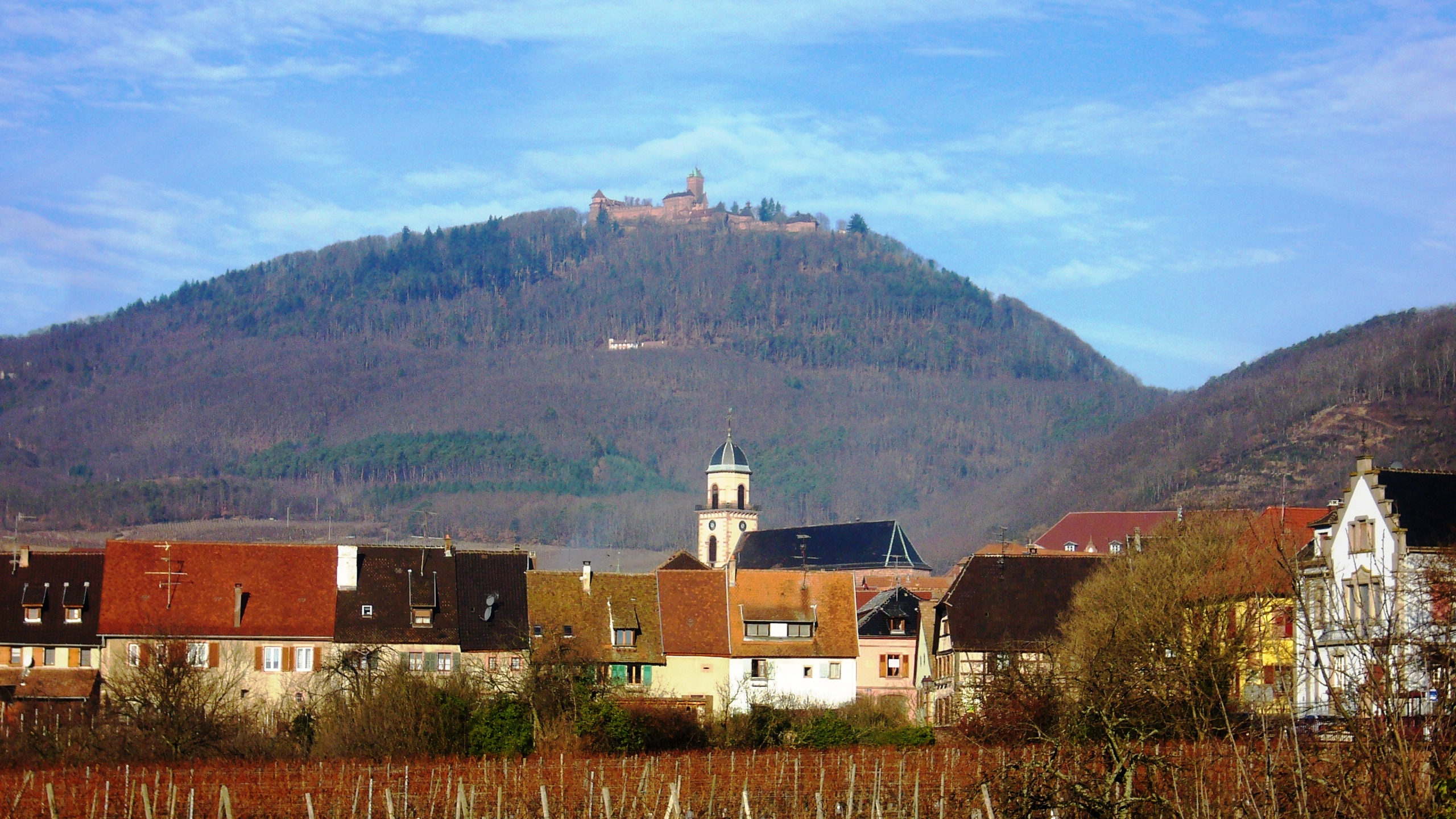
Bas de l'ancienne partie du village de Saint-Hippolyte et au loin le château du Haut-Koenigsbourg.

Des industriels, commerçants, barons, paysans espèrent trouver la houille et l’extraire des entrailles du sous-sol. Pour certains, des vaines dépenses sont faites. C'est notamment le cas pour les travaux de prospection d’Obernai, de Dambach, du Val de Villé et de nombreux autres lieux qui ne s'avèrent pas aussi prometteurs que prévu. À Saint-Hippolyte et Rodern, les habitants prennent l’habitude depuis 1747 d’extraire eux-mêmes le combustible sur les flancs du Kochersberg à peu de frais. Bien que le combustible ne soit pas partout de bonne qualité, cela suffit pour chauffer les habitations des particuliers. Flairant la bonne affaire, un certain nombre de propriétaires de terrains commencent à négocier avec des industriels intéressés par l’achat des terres. Un des tout premiers concessionnaires est monsieur de Boug, le dernier propriétaire du château du Haut-Koenigsbourg. Il y a également, monsieur Dumoulin, ex-capitaine des Dragons de la Légion lorraine, domicilié à Saint-Hippolyte[réf. nécessaire].
La concession est accordée le 17 février 1770 aux princes Charles et Maximilien du Palatinat-Deux-Ponts pour une durée de vingt ans. La mine de Rodern est ensuite concédée aux associés Meckert et Knotterer de Barr, tandis que la mine de Saint-Hippolyte dépend de la Lorraine.

### Apogée
En 1775, la Société de Saint-Hippolyte-Rodern devient l’un des plus puissants concessionnaires. Cette société prospecta jusqu’au Schaentzel, près du banc de Thannenkirch. Mais en 1817, la houille est encore rare. La mine de Saint-Hippolyte vend cette marchandise sur place au prix de 5 francs le quintal métrique (100 kg). Elle est très rarement disponible dans les magasins car elle est vendue à l’extraction de la fosse. Par la suite, le prix baisse à 4,50 francs. Avant leur fusion, les compagnies de Saint-Hippolyte et Rodern travaillent chacune séparément et se livrent une concurrence frontale, chacun cherchant à tirer le meilleur avantage par rapport à l’autre, en débauchant notamment les ouvriers du chantier concurrent. La houille extraite des galeries de Rodern ne peut être évacuée qu’en passant sur les terres de Saint-Hippolyte, passage qui leur est refusé, empêchant ainsi les ouvriers de travailler. En 1775, les deux compagnies fusionnent mettant fin à plusieurs mois de rivalités. Chaque année sont extraits de la mine 10 000 quintaux de houille[réf. nécessaire].
Le 11 janvier 1782, les actionnaires se partagent 3 600 livres. En 1785, la mine de Saint-Hippolyte est constituée de deux galeries. La galerie supérieure mesure 316 mètres de long, débouchant sur plusieurs travers-bancs dont le plus court mesure 7,3 mètres et le plus long 53 mètres. La production mensuelle s'élève à 48,5 tonnes en moyenne, tandis que la production annuelle varie de 550 à 600 tonnes. À Rodern, la production annuelle est de 275 tonnes, commercialisées autour de Colmar et Sélestat, cette production rapporte 5 500 livres. Le prince reçoit 1/10e du charbon et 1/12e des bénéfices. Cette mine emploie trois mineurs et cinq enfants actionnant des pompes à bras pour l'exhaure. L'exploitation se fait par une galerie orientée sud-nord et longue de 219,5 mètres, elle frôle la concession de Saint-Hippolyte.
En 1809, l’ingénieur des mines du Haut-Rhin constate que les rendements des houillères de Saint-Hippolyte-Rodern remplissent pleinement leur objectif. Les deux veines produisaient selon les responsables des mines une houille d’excellente qualité dont on extrait annuellement entre 20 000 à 25 000 quintaux de houille vendue 2 francs le quintal sur les lieux mêmes. Les acheteurs se rendent dans les endroits où est extraite la houille avec leurs charrettes conduites par des bœufs et chargent le combustible. En passant par la porte du haut à Saint-Hippolyte. Un gardien est chargé de collecter une redevance représentant 10 centimes par quintal, somme qui est ensuite destinée à réparer et à entretenir la route qu’on appelle plus tard la « route des vins ». L’exploitation de la mine bat alors son plein et on aperçoit tout le long du Kochersberg des galeries sur des centaines de mètres.

### Déclin

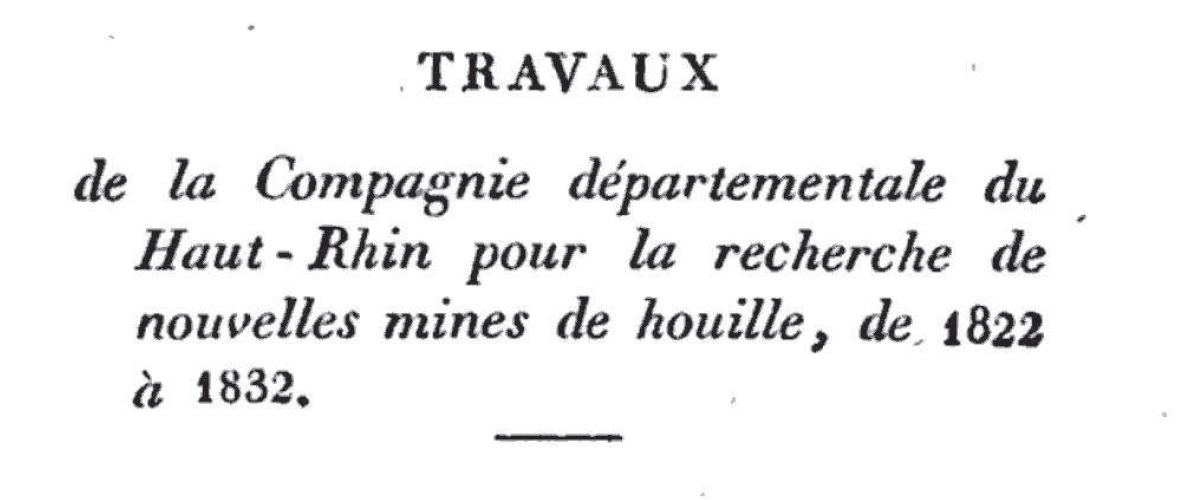
Début du rapport de la Société industrielle de Mulhouse sur la compagnie départementale du Haut-Rhin pour la recherche de nouvelle mines de houille.

Le 31 mars 1822, le directeur de la Compagnie départementale du Haut-Rhin pour la recherche de houille établit un rapport sur  les futures zones à explorer par sa société. Dans ce rapport, Monsieur Nœtinguer explique que le charbon est présent uniquement en des points précis et isolés au pied de la partie orientale du massif des Vosges, sans apparaître à la surface du sol. Selon lui, une zone favorable est située dans les environs de Saint-Hippolyte, cette commune étant déjà en exploitation et située sur la route entre les mines de Ronchamp-Champagney et plusieurs établissements industriels alsaciens, elles sont donc stratégiques pour concurrencer les mines saônoises. Des recherches réalisés dans les communes voisines se montreront négatives et la compagnie est mise en liquidation le 30 mai 1832 avant sa dissolution. En 1828, la production reste faible.
La concession de Saint-Hippolyte s'étend sur 2 600 hectares. En 1837, elle exploite une couche de 35 cm de houille collante dans un gisement arrivant à épuisement. En 1845, la houille se vend 2,40 francs les 100 kg. La production quotidienne est alors de 12 quintaux, couvrant mal les frais d’exploitation et ne permettant d'alimenter que les communes voisines. En 1862, six ouvriers travaillent dans ces mines, le prix du charbon est alors de 2 francs les 100 kg.